# Antoni Roca Pineda
Antoni Roca Pineda, també conegut com a Toni Roca, (Palma, 1944) és un escriptor balear; centra part de la seva literatura a l'illa d'Eivissa. Tot i que els seus escrits són anteriors, el 1975 va publicar el seu primer recull poètic titulat Voldria viure amb tu la teva por, juntament amb Josep Marí Marí.
També ha conreat el periodisme col·laborant en el Diario de Mallorca, El Día 16 de Baleares, Última Hora, Diario de Ibiza (amb crítiques cinematogràfiques i culturals) i a les revistes UC i Eivissa. Firma els seus articles sota el pseudònim d'Acteó.

## Obra publicada

### Narrativa
- Cròniques del West-Side (1993)
- Les senyoretes de Wilko, sota la pluja, llegeixen "L'any en estampes" (1997)
- El llarg hivern a (casa) Praga (1999)

### Poesia
- Voldria viure amb tu la teva por (1975), amb Josep Marí Marí
- Del teu cos interior (recull poètic, 1980)
- Les noies de Kansas City (recull poètic, 1981)
- No tornaré mai més al Kilimanjaro (recull poètic, 1986)
- Dona'm la pau, amor meu (recull poètic, 1986)
- Eivissa as New York (recull poètic, 1990)
- Amélie Sur-Me (recull poètic, 1992)
- L'altra illa (recull poètic, 1992)
- Un llarg estiu a casa (recull poètic, 2001)
- La llarga primavera a casa (recull poètic, 2004)